# Ramon Parera i Penella
Ramon Parera i Penella   (Barcelona, 11 de març de 1912 - Barcelona, 8 de novembre de 1968), també conegut com a Parera II, fou un futbolista català dels anys 1920 i 1930.

## Trajectòria
Es formà al FC Barcelona, i arribà a jugar al primer equip. Formà part de l'equip que guanyà la primera lliga espanyola la temporada 1928-1929, malgrat només disputà un partit a la competició davant l'Atlètic de Madrid el 10 de març de 1929. Amb 16 anys en aquest partit ha estat un dels jugadors més joves en debutar al club en partit de lliga.
El 1929 ingressà al RCD Espanyol i el 1930 al CE Júpiter, on passà la seva millor etapa durant quatre temporades. Posteriorment jugà al CE Sabadell, FC Vic, retornà al RCD Espanyol, FC Vic i FC Badalona. Després de la guerra encara jugà al Lleida Balompié i al CE Sant Celoni.
El seu germà Manuel Parera també jugà al primer equip del FC Barcelona.

## Palmarès
FC Barcelona
- Lliga espanyola: 1928-29
- Copa espanyola: 1928
- Campionat de Catalunya: 1927, 1928
- Copa de Campions: 1927-28
- Campionat Catalunya-Múrcia-València: 1927
- Campionat Aragó-Catalunya-País Basc: 1928